# Cratere P 473 della Gipsoteca di Arte Antica di Pisa
Il cratere P 473 della Gipsoteca di Arte Antica e Antiquarium di Pisa è un cratere a colonnette a figure nere proveniente da Cerveteri, con ogni probabilità di produzione magnogreca, databile tra l’ultimo quarto del VI secolo a.C. e il primo quarto del secolo successivo. Tanto il nome del ceramista quanto quello del ceramografo (ammesso che in questo caso fossero due figure distinte) sono ignoti. È conservato presso la "Gipsoteca di Arte Antica e Antiquarium" all'interno della Chiesa di San Paolo all'Orto a Pisa.

## Descrizione generale
Il cratere P 473 è un tipico esempio di cratere a colonnette, caratterizzato da un corpo globulare, un piede a doppio gradino, un collo largo e un orlo piatto e sporgente.
Le dimensioni dell’oggetto sono normali per un cratere di questa tipologia: 31 cm in altezza e 29,9 cm a livello di diametro della bocca (34,4 cm se si prendono in considerazione anche le anse).
Il cratere è stato realizzato in argilla rosata ed è impreziosito, come accade spesso per questa categoria di oggetti, da numerose decorazioni e da una scena a figure nere che si è conservata su un lato della pancia del vaso, mentre sul lato opposto la decorazione pittorica è andata quasi completamente perduta.
Le decorazioni accessorie si presentano piuttosto standardizzate e includono: 
- fogliette lanceolate unite tra di loro da steli a decorare il piatto del labbro
- palmette tra girali a decorare il piatto dell’ansa
- due file di foglioline di edera speculari a decorare la parte verticale del labbro
- alcuni raggi che si dipartono dal basso verso l’alto a decorare la fascia del cratere collocata immediatamente sopra il piede e sottostante la pancia.

Inoltre, sulla pancia la raffigurazione del motivo centrale è racchiusa all’interno di una metopa inquadrata sui lati da due bande di foglioline di edera speculari l’una rispetto all’altra e in alto da linguette nere e paonazze (il colore paonazzo è quasi completamente scomparso, ma permane visibile, seppure con una tonalità molto più chiara e sbiadita rispetto a quella originale, in due linguette conservatesi sul lato del cratere che ha perso la decorazione della pancia).

## Scena raffigurata
La scena raffigurata che si è conservata su uno dei due lati della pancia del cratere presenta una serie di personaggi che non sono identificati mediante nomi scritti a fianco delle figure, come invece accade in molti crateri e altri vasi cronologicamente e stilisticamente affini.
Procedendo da sinistra verso destra si possono riconoscere: 
- all’estrema sinistra della rappresentazione un guerriero, stante, armato con elmo corinzio, che regge due lance e un grande scudo rotondo; quest’ultimo risulta decorato con un episema raffigurante un delfino, ancora oggi piuttosto ben visibile nonostante lo stato di conservazione non perfetto dell'oggetto
- al centro della pancia sono raffigurati tre personaggi: al centro è un guerriero colto nell’atto di infilare nella gamba sinistra uno schiniere, mentre alla destra e alla sinistra del guerriero sono due figure femminili stanti, completamente vestite, che gli reggono rispettivamente lo scudo e la lancia e la sola lancia
- all’estrema destra della rappresentazione è un altro guerriero stante, armato anch'egli di elmo corinzio, che regge due lance (oggi non più chiaramente visibili) e un grande scudo rotondo, anch’esso, come lo scudo dell’altro guerriero, impreziosito da un episema, questa volta raffigurante un aratro. Questo secondo guerriero è rivolto verso il centro della scena, mentre il guerriero a sinistra della pancia dà le spalle alla raffigurazione centrale, rivolgendo altrove il proprio sguardo.

### Interpretazione della scena
L'interpretazione della scena appena descritta pone alcuni problemi piuttosto complessi, aventi soprattutto a che fare con l'identificazione del mito che vi verrebbe rappresentato. Innanzitutto, il cratere P 473 si può accostare a una serie molto nutrita di vasi che sembravano recare, seppure con alcune modifiche e variazioni, la rappresentazione pittorica della medesima scena: la consegna di un nuovo corredo di armi da parte di Teti ad Achille di cui si narra all’inizio del XIX libro dell'Iliade. Secondo il poema, Achille aveva prestato la propria armatura con la quale era giunto a combattere sotto Troia all’amico Patroclo, il quale si era offerto di provare a risollevare le sorti dell'esercito greco di fronte all'inarrestabile avanzata dell'esercito troiano guidato da Ettore (Achille si era da tempo ritirato dalla battaglia, offeso per il torto subito da Agamennone: cfr. Iliade, I). Patroclo era però stato abbattuto in battaglia da Ettore, il quale gli aveva anche sottratto l’armatura (di Achille) che indossava.
Quando Achille sceglie di tornare a combattere (Iliade, XVIII), la madre Teti chiede al dio Efesto di procurare al figlio una nuova armatura, e la consegna di quest’ultima viene appunto raccontata da Omero all’inizio del XIX libro dell'Iliade:
balzò a portare la luce agli immortali e ai mortali,

e Teti giunse alle navi, portando i doni del dio.

Trovò il suo caro figlio disteso su Patroclo,

e acuto piangeva; molti compagni intorno

gemevano. S’avvicinò a loro la dea luminosa,

e prese la mano del figlio, disse parola, diceva:
 
"Creatura mia, per quanto straziati, lasciamo stare

Patroclo, poiché per volere dei numi è stato abbattuto.

Ma tu, prendi l’inclite armi d’Efesto,

bellissime, quale mai mortale portò sulle spalle."»
(Iliade, XIX, 1-10, traduzione di Rosa Calzecchi Onesti)
Tra i numerosi vasi su cui parrebbe raffigurato questo episodio si può citare per esempio una hydria databile intorno alla metà del VI secolo a.C., oggi conservata a Parigi al Museo del Louvre. Essa presenta su un lato della pancia una decorazione a figure nere in cui è raffigurata una serie di personaggi, tutti chiaramente identificabili grazie ai relativi nomi dipinti a fianco di ciascuno di essi. Al centro sono raffigurati Teti e Achille: la donna porge uno scudo e una corona al figlio, il quale riceve questi doni e già regge nella mano destra una lancia, anch’essa verosimilmente dono della madre. Il fatto notevole è che in questa rappresentazione ad accompagnare Teti sono raffigurate dietro a lei due figure femminili che recano altri due doni ad Achille (una corazza e un elmo): esse sono identificabili, sempre grazie ai nomi propri scritti a fianco, come due Nereidi. A completare la scena, dietro ad Achille è un guerriero armato con lancia e scudo, identificato dalla scritta “Odisseo”. Se la scena raffigurata su questa hydria fosse, come si è a lungo sostenuto sulla base del raffronto con un gran numero di rappresentazioni simili, l’episodio della consegna delle nuove armi da parte di Teti al figlio Achille raccontata all’inizio del XIX libro dell'Iliade, alcuni elementi di incoerenza tra questa raffigurazione pittorica e il racconto omerico risulterebbero difficili da spiegare: innanzitutto, la presenza della corona tra i doni portati da Teti ad Achille, poiché la corona non fa parte dell'armatura di nessun guerriero omerico, ma soprattutto le due Nereidi che accompagno la madre dell’eroe. Delle Nereidi, infatti, Omero non fa alcuna menzione all'inizio del XIX libro. La presenza di Odisseo potrebbe invece essere un riferimento sintetico ai compagni che nel racconto omerico vengono esplicitamente detti essere insieme ad Achille nel momento in cui questi viene raggiunto dalla madre (vv. 5-6).
In ogni caso, a questo episodio omerico sono state tradizionalmente ricondotte molte altre raffigurazioni su vasi, e in alcune di esse la posa dell’eroe Achille al centro della scena si presenta diversamente rispetto a ciò che accade nella hydria considerata poc’anzi: è il caso, per esempio, di un frammento di una tazza a fascia, databile intorno al 560/550 a.C. e oggi conservata presso i Musei Vaticani. In questa raffigurazione Achille, ritratto al centro della scena, non è in piedi su due gambe come nel caso della hydria sopra citata, colto nel momento di ricevere i doni portatigli dalla madre Teti, ma si tiene in equilibrio sulla gamba destra mentre infila uno schiniere nella gamba sinistra; nel frattempo la madre gli regge la spada e lo scudo. Tale schema compositivo sembra dunque essere molto vicino a quello del cratere P 473, dove pure il guerriero rappresentato al centro della scena è raffigurato mentre infila lo schiniere nella gamba sinistra, mentre una figura femminile di fronte a lui gli regge la lancia e lo scudo. 
Anche in questo frammento di tazza a fascia Teti è accompagnata da due Nereidi, una collocata dietro la ninfa e un’altra dietro ad Achille: esse recano rispettivamente una corazza e una lancia, anch’esse evidentemente facenti parte della nuova armatura di Achille. 
La scena raffigurata in questo frammento è in realtà molto più complessa e affollata rispetto ad altri vasi simili, dove i limiti spaziali del supporto lasciavano all’artista meno spazio di manovra: dietro a Teti e a una delle due Nereidi che l’accompagnano sono due opliti e una figura di uomo anziano, mentre dietro ad Achille e all’altra Nereide sono due uomini anziani e un ulteriore gruppo di opliti che non sembra partecipare direttamente alla scena. Anche in questo secondo caso si ha quindi a che fare con una serie di figure che non sembrano direttamente collegate né collegabili con l’episodio raccontato all’inizio di Iliade, XIX: oltre alle Nereidi, in questo caso si hanno anche alcune figure di uomini chiaramente anziani, mentre nel racconto omerico Achille è detto circondato dai suoi compagni d'armi, che dunque saranno stati - si può immaginare - più o meno suoi coetanei.
Questa presenza di figure (Nereidi e uomini anziani tra tutti) e di oggetti (come ad esempio la corona recata da Teti nella hydria di cui sopra) difficilmente conciliabili con il racconto omerico ha indotto alcuni studiosi a valutare la possibilità che l’episodio mitico che in tutti questi casi gli artisti antichi desideravano raffigurare non sia in realtà quello raccontato da Omero all’inizio del XIX libro dell'Iliade, bensì un altro, a esso per certi versi affine. Tra gli altri, Johansen ha notato che in molte rappresentazioni di questo episodio mitico compaiono alcuni elementi per così dire “domestici”, che sembrano difficilmente comprensibili immaginando un’ambientazione bellica per la scena raffigurata: 
- la corona: nella hydria considerata poco sopra Teti porge al figlio una corona, mentre in un'anfora databile alla metà del VI sec. a.C. (oggi conservata al British Museum di Londra[4]) Achille stesso compare al centro della scena già incoronato. Che Achille venisse raggiunto dalla madre presso il campo acheo già incoronato o sul punto di ricevere una corona è difficile da credere, e del resto Omero non fa alcuna menzione di questa presunta corona dell’eroe; piuttosto, Wrede[5] ha dimostrato come nelle scene di partenza dei guerrieri da casa sia tipico che la moglie o la madre porgano al proprio caro in partenza una corona o una benda con cui cingersi il capo, quasi fosse un sorta di amuleto portafortuna
- l’ariballo: sempre nella hydria considerata sopra, una delle Nereidi che segue Teti reca appeso al braccio un piccolo ariballo, anch’esso molto difficile da immaginare nel contesto di un accampamento
- nell'anfora di Londra Achille è addirittura raffigurato in abiti civili: egli non indossa alcun armamento e veste piuttosto il tipico abbigliamento del buon cittadino di epoca classica.

Questi elementi, come potenzialmente anche altri, per così dire “domestici”, che compaiono nelle raffigurazioni di questo tema, unitamente alla presenza di figure come quelle delle Nereidi o degli uomini anziani, hanno fatto dubitare Johansen che in tutti questi casi si possa effettivamente avere a che fare con la raffigurazione dell’episodio omerico raccontato all’inizio del XIX libro dell'Iliade: “these minor traits lend a domestic touch to our representations which is difficult to reconcile […] with the assumption that is, after all, near Troy that the incident is supposed to take place”.
Nella versione omerica del mito Achille si era recato a Troia con l’armatura che gli aveva donato il padre Peleo, il quale l'aveva a sua volta ricevuta come dono di nozze da parte degli dèi in occasione della sua unione con la ninfa Teti (Iliade, XVII, 192-198; XVIII, 82-85). Tale armatura era poi stata prestata da Achille a Patroclo (Iliade, XVI) e, dopo la morte di questo in battaglia, era caduta nella mani di Ettore (Iliade, XVI-XVII). In occasione del ritorno di Achille in battaglia (Iliade, XVIII-XIX), si era resa necessaria la fabbricazione di un nuovo set di armi per permettere all'eroe di tornare a combattere: questo secondo corredo di armi fu realizzato da Efesto su richiesta di Teti e fu donato ad Achille – come si è visto sopra – da Teti stessa.
Un’altra versione del mito, però, decisamente meno attestata, voleva che Achille si fosse recato a Troia non con l’armatura donatagli da Peleo, bensì con un set di armi realizzato fin da subito da Efesto e donato all’eroe dalla stessa madre Teti prima che egli partisse da casa per la guerra. Secondo questa variante del mito, Teti avrebbe raggiunto Achille presso Ftia (o presso l’antro del centauro Chirone, dove il giovane eroe stava seguendo la propria educazione) accompagnata dalle sorelle Nereidi, che l’avrebbero aiutata a recare tutti pezzi dell’armatura del figlio. Di questa variante del mito, per così dire secondaria rispetto a quella omerica, si hanno due sole attestazioni sicure, entrambe da Euripide ed entrambe da brani lirici: si tratta di Elettra, 442-451 e di Ifigenia in Aulide, 1067-1075. 
Se fosse dunque questa seconda variante del mito, e non quella dell'Iliade, a venire rappresentata nella serie di vasi di cui si è parlato sopra, si spiegherebbe la presenza fissa delle Nereidi come accompagnatrici di Teti, nonché di alcuni personaggi anziani che avrebbero potuto tranquillamente trovarsi presso la dimora di Achille al momento della visita della madre, sebbene i due passi di Euripide non possano fornire alcuna conferma certa in merito.

## Dall'episodio mitico alla raffigurazione di genere
Ora che si è individuato il probabile episodio mitico alla base del gran numero di raffigurazioni pittoriche di cui si è parlato sopra, occorrerà notare che, probabilmente già molto presto, il legame stretto di queste decorazioni pittoriche con l’episodio mitico in questione sia andato progressivamente indebolendosi, fino a perdersi del tutto: il gruppo Achille-Teti, con annesse Nereidi e potenzialmente altri personaggi, iniziò quindi a essere reinterpretato come generica scena di congedo di un guerriero in partenza da casa (onde i molti elementi domestici di cui si è parlato sopra), tipicamente alla presenza della madre, della moglie, del padre e/o dei compagni. Questo progressivo indebolimento del legame tra queste raffigurazioni e il loro episodio mitico di riferimento è chiaramente testimoniato anche dal frammento di tazza a fascia considerato sopra, dove i personaggi attorno al gruppo centrale di Teti e Achille tendono a moltiplicarsi e a disporsi talvolta in gruppi del tutto autonomi rispetto all’evento focale della rappresentazione. Anche nel cratere P 473 il nesso della scena raffigurata con l'episodio mitico della consegna da parte di Teti ad Achille dell'armatura con il quale l'eroe si recherà a combattere sotto Troia andrà immaginato come decisamente sfumato nella mente dell'artista: l'intento di quest'ultimo sarà stato quello di riprodurre sul proprio pezzo non tanto Achille, Teti e una Nereide nello specifico, quanto piuttosto una generica scena di vestizione di un guerriero in partenza dalla propria patria, assistito da due donne di casa (forse la madre o la moglie e una serva) e accompagnato, presumibilmente, da due compagni opliti già vestiti e già pronti a partire.